# Amyris balsamifera
Amyris baumier, Santal vénézuélien, Bois chandelle
Pour les articles homonymes, voir bois chandelle.
Espèce
Classification APG III (2009)
Amyris balsamifera est une espèce de plantes à fleurs de la famille des Rutaceae. C'est un arbre des Caraïbes.

## Dénominations
Cette espèce est localement appelée « amyris baumier », « amyris »,  «bois de Rose», « chandelle » et « santal vénézuélien » en Guadeloupe. Elle est appelée « bois chandelle » à la fois en Haïti et en Guadeloupe.